# Matt Hodgson
Pas d'image ? Cliquez ici

a Compétitions nationales et continentales officielles uniquement.

b Matchs officiels uniquement.
Dernière mise à jour le 26 juillet 2018.
Matt Hodgson, né le 25 juin 1981 à Sydney, est un joueur de rugby à XV australien. Il évolue au poste de troisième ligne aile. Il joue au sein de la franchise de la Western Force en Super Rugby entre 2006 et 2017.

## Carrière
Matt Hodgson est un des membres clés de la troisième ligne de la Western Force depuis la création la franchise en 2006, aux côtés de Richard Brown et David Pocock. Originaire de Sydney, il a évolué au sein du club de Manly en Shute Shield et a représenté les Waratahs lors de compétitions non officielles. 
Sélectionné par John Mitchell pour faire partie de la nouvelle franchise de Perth, il y est titulaire indiscutable depuis sa signature en Australie-Occidentale. Bien que choisi par les Melbourne Rebels pour faire partie de leur effectif en Australian Rugby Championship, il ne participera, à cause de blessures récurrentes, à aucune rencontre avec les finalistes de la compétition.

Nommé joueur de la Western Force de l'année 2009, il intègre le groupe des Wallabies pour la tournée d'automne 2009. Il participe aux tests d'été 2009 et affronte les Barbarians lors d'une rencontre non officielle. Il a également été membre de la sélection australienne A en 2008 et de l'équipe d'Australie de rugby à sept en 2005 et 2008.
Il prend sa retraite sportive à l'issue de la saison 2017 de Super Rugby
Bien qu'évoluant au poste de troisième ligne, il a joué jusqu'à ses dix sept ans au poste d'ouvreur ou de premier centre.
- 2003 - 2006 : Waratahs (Super 14)
- 2003 - 2006 : Manly RUFC (Shute Shield)
- 2006 - 2008 : Wanneroo (KWIK RugbyWA Premier Division)
- 2006 - 2017 : Western Force (Super 14)
- 2009 - 2017 : Wanneroo (KWIK RugbyWA Premier Division)

## Palmarès
En club
Néant
En franchise
Néant